# The Album Collection
The Album Collection o Roger Waters The Album Collection es una caja recopilatoria que incluye cinco álbumes correspondientes a la discografía de Roger Waters como solista.

## Lanzamiento
Lanzado el 4 de abril de 2011 en el Reino Unido, la caja compilatoria fue editada al mismo tiempo que comenzaba la gira mundial de Roger Waters The Wall Live.

## Contenido
La obra musical contiene álbumes enteros de la discografía propia de Roger Waters luego de su salida de Pink Floyd después de grabar The Final Cut, así como también compilaciones de álbumes propios en vivo.
- The Pros and Cons of Hitch Hiking (1984)
- Radio K.A.O.S. (1987)
- Amused to Death (1992)
- In the Flesh – Live (2000): material en vivo, dividido en dos CD.
- Ça Ira (2005): una ópera sobre la revolución francesa, dividido también dos CD.

La caja compilatoria trae además un DVD que contiene las 24 canciones de In the Flesh – Live.
No hubo una remasterización de las canciones para conformar este box set, pero tanto los CD como el DVD tienen en un empaque pequeño similar al de los antiguos LP.
Otros materiales extra incluyen un  documental de media hora Behind The Scene, biografías de la banda, fotografías, letras de canciones y un libro de 16 páginas.

## Lista de canciones
El álbum incluye 86 canciones en 7 CD de la discografía propia de Roger Waters. 

| The Pros and Cons of Hitch Hiking (1984) |                                                        |          |  |
| N.º                                      | Título                                                 | Duración |  |
| 1.                                       | «4:30 AM (Apparently They Were Travelling Abroad)»     | 3:12     |  |
| 2.                                       | «4:33 AM (Running Shoes)»                              | 4:08     |  |
| 3.                                       | «4:37 AM (Arabs With Knives And West German Skies)»    | 2:17     |  |
| 4.                                       | «4:39 AM (For The First Time Today, Part 2)»           | 2:02     |  |
| 5.                                       | «4:41 AM (Sexual Revolution)»                          | 4:49     |  |
| 6.                                       | «4:47 AM (The Remains Of Our Love)»                    | 3:09     |  |
| 7.                                       | «4:50 AM (Go Fishing)»                                 | 6:59     |  |
| 8.                                       | «4:56 AM (For The First Time Today, Part 1)»           | 1:38     |  |
| 9.                                       | «4:58 AM (Dunroamin, Duncarin, Dunlivin)»              | 3:03     |  |
| 10.                                      | «5:01 AM (The Pros And Cons Of Hitch Hiking, Part 10)» | 4:36     |  |
| 11.                                      | «5:06 AM (Every Stranger's Eyes)»                      | 4:48     |  |
| 12.                                      | «5:11 AM (The Moment Of Clarity)»                      | 1:28     |  |

| Radio K.A.O.S. (1987) |                                        |          |  |
| N.º                   | Título                                 | Duración |  |
| 1.                    | «Radio Waves»                          | 4:58     |  |
| 2.                    | «Who Needs Information»                | 5:55     |  |
| 3.                    | «Me Or Him»                            | 5:23     |  |
| 4.                    | «The Powers That Be»                   | 4:36     |  |
| 5.                    | «Sunset Strip»                         | 4:45     |  |
| 6.                    | «Home»                                 | 6:00     |  |
| 7.                    | «Four Minutes»                         | 4:00     |  |
| 8.                    | «The Tide Is Turning (After Live Aid)» | 5:43     |  |

| Amused to Death (1992) |                                     |          |  |
| N.º                    | Título                              | Duración |  |
| 1.                     | «The Ballad Of Bill Hubbard»        | 4:19     |  |
| 2.                     | «What God Wants, Part I»            | 6:00     |  |
| 3.                     | «Perfect Sense, Part I»             | 4:16     |  |
| 4.                     | «Perfect Sense, Part II»            | 2:50     |  |
| 5.                     | «The Bravery Of Being Out Of Range» | 4:43     |  |
| 6.                     | «Late Home Tonight, Part I»         | 4:00     |  |
| 7.                     | «Late Home Tonight, Part II»        | 2:13     |  |
| 8.                     | «Too Much Rope»                     | 5:47     |  |
| 9.                     | «What God Wants, Part II»           | 3:41     |  |
| 10.                    | «What God Wants, Part III»          | 4:08     |  |
| 11.                    | «Watching TV»                       | 6:07     |  |
| 12.                    | «Three Wishes»                      | 6:50     |  |
| 13.                    | «It's A Miracle»                    | 8:30     |  |
| 14.                    | «Amused To Death»                   | 9:06     |  |

| In the Flesh – Live (2000) CD 1 |                                                           |          |  |
| N.º                             | Título                                                    | Duración |  |
| 1.                              | «In The Flesh»                                            | 4:41     |  |
| 2.                              | «The Happiest Days of Our Lives»                          | 1:34     |  |
| 3.                              | «Another Brick In The Wall, Part II»                      | 5:53     |  |
| 4.                              | «Mother (Katie Kissoon en vocales)»                       | 5:37     |  |
| 5.                              | «Get Your Filthy Hands Off My Desert»                     | 0:56     |  |
| 6.                              | «Southampton Dock»                                        | 2:15     |  |
| 7.                              | «Pigs on the Wing, Part 1»                                | 1:18     |  |
| 8.                              | «Dogs (junto a Doyle Bramhall II y Jon Carin en vocales)» | 26:16    |  |
| 9.                              | «Welcome To The Machine»                                  | 6:57     |  |
| 10.                             | «Wish You Were Here»                                      | 4:54     |  |
| 11.                             | «Shine On You Crazy Diamond, Pts. 1-8»                    | 14:42    |  |
| 12.                             | «Set The Controls For The Heart Of The Sun»               | 7:15     |  |

| In the Flesh – Live (2000) CD 2 |                                                                                |          |  |
| N.º                             | Título                                                                         | Duración |  |
| 1.                              | «Breathe (In The Air)»                                                         | 3:22     |  |
| 2.                              | «Time (Doyle Bramhall II en vocales)»                                          | 6:24     |  |
| 3.                              | «Money (Doyle Bramhall II en vocales)»                                         | 6:11     |  |
| 4.                              | «Pros And Cons Of Hitch Hiking, Part 11 (AKA 5:06 AM – Every Strangers' Eyes)» | 5:19     |  |
| 5.                              | «Perfect Sense (Parts 1 And 2) (junto a P.P. Arnold en vocales)»               | 7:26     |  |
| 6.                              | «The Bravery Of Being Out Of Range»                                            | 5:05     |  |
| 7.                              | «It's A Miracle»                                                               | 8:12     |  |
| 8.                              | «Amused To Death»                                                              | 9:24     |  |
| 9.                              | «Brain Damage»                                                                 | 4:07     |  |
| 10.                             | «Eclipse»                                                                      | 2:18     |  |
| 11.                             | «Comfortably Numb (junto a Doyle Bramhall II en vocales)»                      | 8:10     |  |
| 12.                             | «Each Small Candle»                                                            | 9:18     |  |

| Ça Ira (2005) CD 1 |                                              |          |  |
| N.º                | Título                                       | Duración |  |
| 1.                 | «The Gathering Storm»                        | 1:38     |  |
| 2.                 | «Overture»                                   | 4:06     |  |
| 3.                 | «Scene 1: A Garden In Vienna 1765»           | 0:53     |  |
| 4.                 | «Madame Antoine, Madame Antoine»             | 2:53     |  |
| 5.                 | «Scene 2: Kings Sticks And Birds»            | 2:41     |  |
| 6.                 | «Honest Bird, Simple Bird»                   | 2:10     |  |
| 7.                 | «I Want To Be King»                          | 2:37     |  |
| 8.                 | «Let Us Break All The Shields»               | 1:45     |  |
| 9.                 | «Scene 3: The Grievances Of The People»      | 4:40     |  |
| 10.                | «Scene 4: France In Disarray»                | 2:34     |  |
| 11.                | «To Laugh Is To Know How To Live»            | 1:44     |  |
| 12.                | «Slavers, Landlords, Bigots At Your Door»    | 3:36     |  |
| 13.                | «Scene 5: The Fall Of The Bastille»          | 1:34     |  |
| 14.                | «To Freeze In The Dead Of Night»             | 2:19     |  |
| 15.                | «So To The Streets In The Pouring Rain»      | 4:17     |  |
| 16.                | «Scene 1: Dances And Marches»                | 2:11     |  |
| 17.                | «Now Hear Ye!»                               | 2:18     |  |
| 18.                | «Flushed With Wine»                          | 4:31     |  |
| 19.                | «Scene 2: The Letter»                        | 1:39     |  |
| 20.                | «My Dear Cousin Bourbon Of Spain»            | 2:48     |  |
| 21.                | «The Ship Of State Is All At Sea»            | 1:46     |  |
| 22.                | «Scene 3: Silver Sugar And Indigo»           | 0:55     |  |
| 23.                | «To The Windward Isles»                      | 4:50     |  |
| 24.                | «Scene 4: The Papal Edict»                   | 1:17     |  |
| 25.                | «In Paris There's A Rumble Under The Ground» | 6:19     |  |

| Ça Ira (2005) CD 2 |                                                            |          |  |
| N.º                | Título                                                     | Duración |  |
| 1.                 | «Scene 1: The Fugitive King»                               | 2:21     |  |
| 2.                 | «But The Marquis Of Boulli Has A Trump Card Up His Sleeve» | 4:27     |  |
| 3.                 | «To Take Your Hat Off»                                     | 2:40     |  |
| 4.                 | «The Echoes Never Fade From That Fusillade»                | 3:15     |  |
| 5.                 | «Scene 2: The Commune De Paris»                            | 2:43     |  |
| 6.                 | «Vive La Commune De Paris»                                 | 3:16     |  |
| 7.                 | «The National Assembly Is Confused»                        | 2:41     |  |
| 8.                 | «Scene 3: The Execution Of Louis Capet»                    | 1:39     |  |
| 9.                 | «Adieu Louis For You It's Over»                            | 3:45     |  |
| 10.                | «Scene 4: Marie Antoinette - The Last Night On Earth»      | 1:39     |  |
| 11.                | «Adieu My Good And Tender Sister»                          | 5:09     |  |
| 12.                | «Scene 5: Liberty»                                         | 2:51     |  |
| 13.                | «And In The Bushes Where They Survive»                     | 6:52     |  |

Fuente

### DVD
| In the Flesh – Live (2000) |                                                                                |          |  |
| N.º                        | Título                                                                         | Duración |  |
| 1.                         | «In The Flesh»                                                                 | 4:41     |  |
| 2.                         | «The Happiest Days Of Our Lives»                                               | 1:34     |  |
| 3.                         | «Another Brick In The Wall, Part II»                                           | 5:53     |  |
| 4.                         | «Mother»                                                                       | 5:37     |  |
| 5.                         | «Get Your Filthy Hands Off My Desert»                                          | 0:56     |  |
| 6.                         | «Southampton Dock»                                                             | 2:15     |  |
| 7.                         | «Pigs On The Wing, Part 1»                                                     | 1:18     |  |
| 8.                         | «Dogs»                                                                         | 26:16    |  |
| 9.                         | «Welcome To The Machine»                                                       | 6:57     |  |
| 10.                        | «Wish You Were Here»                                                           | 4:54     |  |
| 11.                        | «Shine On You Crazy Diamond, Pts. 1-8»                                         | 14:42    |  |
| 12.                        | «Set The Controls For The Heart Of The Sun»                                    | 7:15     |  |
| 13.                        | «Breathe (In The Air)»                                                         | 3:22     |  |
| 14.                        | «Time»                                                                         | 6:24     |  |
| 15.                        | «Money»                                                                        | 6:11     |  |
| 16.                        | «Pros And Cons Of Hitch Hiking, Part 11 (AKA 5:06 AM – Every Strangers' Eyes)» | 5:19     |  |
| 17.                        | «Perfect Sense (Parts 1 And 2)»                                                | 7:26     |  |
| 18.                        | «The Bravery Of Being Out Of Range»                                            | 5:05     |  |
| 19.                        | «It's A Miracle»                                                               | 8:12     |  |
| 20.                        | «Amused To Death»                                                              | 9:24     |  |
| 21.                        | «Brain Damage»                                                                 | 4:07     |  |
| 22.                        | «Eclipse»                                                                      | 2:18     |  |
| 23.                        | «Comfortably Numb»                                                             | 8:10     |  |
| 24.                        | «Each Small Candle»                                                            | 9:18     |  |

Fuente